# Cirrophorus furcatus
Cirrophorus furcatus är en ringmaskart som först beskrevs av Hartman 1957.  Cirrophorus furcatus ingår i släktet Cirrophorus och familjen Paraonidae. Arten har ej påträffats i Sverige. Inga underarter finns listade i Catalogue of Life.